# Cyphopisthes inexpectatus
Cyphopisthes inexpectatus is een keversoort uit de familie Hybosoridae. De wetenschappelijke naam van de soort is voor het eerst geldig gepubliceerd in 1981 door Paulian.